# Watermolen Arenberg
De watermolen Arenberg is een oude, beschermde watermolen aan de Dijle, gelegen op het domein van het kasteel van Arenberg te Heverlee. De molen is van het type onderslagmolen: het water stroomt onder het rad.
De oudste vermelding van de watermolen dateert van 1286, waarmee het een van de oudste molens van Vlaanderen is. Oorspronkelijk was het een dubbelmolen: aan beide oevers van de Dijle stond een molen. Deze waren verbonden met een brug. De molen op de linkeroever was een houtzaagmolen, die op de rechteroever een korenmolen. Tussen de molens werd een sluis aangebracht voor kleinere boten. De rechtermolen verdween later, waarna de twee functies samengebracht werden in één nieuwe molen, waarschijnlijk eind 16e eeuw ten tijde van Karel III van Croÿ. De huidige molen stamt uit die tijd. Karel III van Croÿ stierf kinderloos in 1612, waarna het kasteel en de molen in handen kwamen van de hertogen van Arenberg.
In de 17e en 18e eeuw volgden verschillende restauraties, zowel aan de molen als aan de sluis. Tijdens de Franse overheersing werd de molen publiek verkocht. Prosper Lodewijk van Arenberg kreeg hem terug in handen in 1842. Eind 19e eeuw volgde een grondige renovatie en begin 20e eeuw werden de houten raderen vervangen door ijzeren. In 1925 schonk de familie het domein met de molen aan de KU Leuven. De molen bleef nog tot 1958 in gebruik. Toen stopte de laatste molenaar, waarna de universiteit het gebouw liet renoveren en inrichten als leslokalen. Het binnenwerk van de molen werd daarbij weggehaald.

## Toestand in de 21e eeuw
Anno 2017 was de molen terug in slechte staat en drongen restauratiewerken zich op. De kosten daarvoor werden geraamd op € 400.000. De helft daarvan wordt betaald door de universiteit. Voor de overige € 200.000 lanceerde het Erfgoedfonds van de KU Leuven begin oktober 2017 een crowdfundingscampagne. Deze campagne liep tot april 2019 en de werken werden afgerond in juni 2020. De restauratie is louter esthetisch. De molen zal niet meer als watermolen kunnen werken omdat daarvoor aanpassingen aan de stroming van de Dijle zouden moeten gebeuren, wat schadelijke gevolgen zou kunnen hebben voor onder meer het natuurgebied de Doode Bemde.

## Bescherming
De watermolen werd in 1999 samen met het sluiswerk en de twee waterraderen beschermd omwille van zijn historische en industrieel-archeologische waarde.